# Огрезень (комуна)
Огрезень, Огрезені (рум. Ogrezeni) — комуна у повіті Джурджу в Румунії. До складу комуни входять такі села (дані про населення за 2002 рік):
- Огрезень (3968 осіб)
- Хобая (1006 осіб)

Комуна розташована на відстані 26 км на захід від Бухареста, 60 км на північ від Джурджу, 137 км на південь від Брашова.

## Населення
За даними перепису населення 2002 року у комуні проживали 4974 особи.
Національний склад населення комуни:
| Національність | Кількість осіб | Відсоток |
| -------------- | -------------- | -------- |
| румуни         | 4965           | 99,8%    |
| цигани         | 5              | 0,1%     |
| турки          | 2              | < 0,1%   |
| німці          | 1              | < 0,1%   |
| італійці       | 1              | < 0,1%   |

Рідною мовою назвали:
| Мова       | Кількість осіб | Відсоток |
| ---------- | -------------- | -------- |
| румунська  | 4971           | 99,9%    |
| німецька   | 1              | < 0,1%   |
| турецька   | 1              | < 0,1%   |
| італійська | 1              | < 0,1%   |

Склад населення комуни за віросповіданням:
| Релігія       | Кількість осіб | Відсоток |
| ------------- | -------------- | -------- |
| православні   | 4897           | 98,5%    |
| баптисти      | 65             | 1,3%     |
| римо-католики | 5              | 0,1%     |
| мусульмани    | 1              | < 0,1%   |